# May (film)
May este un film de groază american din 2002, scenarizat și regizat de Lucky McKee, cu actorii Angela Bettis, Jeremy Sisto, Anna Faris și James Duval în rolurile principale.

## Descriere
Când May era copil, era o fată timidă care nu avea prieteni, doar o păpușă dăruită de mama ei cu ocazia zilei de naștere. Când a crescut a devenit veterinar, dar colega ei, Polly, e o lesbiană atrasă de ea. Ele devin prietene după care May îl cunoaște pe Adam și se îndrăgostește de mâinile lui. Dar cu timpul Polly și Adam o batjocoresc pe May, iar când păpușa acesteia se distruge, decide să își facă un partener din bucăți folosindu-se de cunoscuții săi.

## Distribuție
- Angela Bettis – May Dove Canady 
  - Chandler Riley Hecht – May tânără
- Jeremy Sisto – Adam Stubbs
- Anna Faris – Polly
- James Duval – Blank
- Nichole Hiltz – Ambrosia
- Kevin Gage – Papa Canady
- Merle Kennedy – Mama Canady
- Rachel David – Petey David
- Nora Zehetner – Hoop
- Will Estes – Chris

## Lansarea
May a avut o lansare cinematografică limitată, în nouă cinematografe din America de Nord. Filmul a încasat $150.277 pe durata difuzării sale în cinematografe.

## Recepție critică
Filmul a avut recenzii pozitive din partea criticilor. Pe Rotten Tomatoes ratingul a fost de 69%, cu o medie de 6,2 din 10. Pe Metacritic filmul a primit un scor mediu de 58 în baza a 18 opinii.

## Premii
- Brussels International Festival of Fantasy Film:
  - Best Actress: Angela Bettis
- Catalonian International Film Festival:
  - Best Actress: Angela Bettis
  - Best Screenplay: Lucky McKee
- Gérardmer Film Festival:
  - Premiere Award: Lucky McKee
- Málaga International Week of Fantastic Cinema:
  - Best Actress: Angela Bettis
  - Best Film: Lucky McKee
  - Best Screenplay: Lucky McKee
  - Youth Jury Award- Best Feature Film: Lucky McKee